# Jackal (гурт, Канада)
«Jackal» (Шакал) — канадський рок-гурт напрямку прогресивний рок. Наприкінці 1960-х Кріс та Джеймс Келліси створили в Торонто прогресивний рок-гурт під назвою Jackal. Органіст Кріс Келлесіс і його брат Джеймс написали матеріал, а до них приєдналися співак Чарлі Шеннон, гітаристи Стів Хейворд і Дейв Бернард, і барабанщик Лоїс Маттон задля їхнього єдиного LP 'Awake', що вийшов на новому канадському лейблі Periwinkle в 1973 р. [Перевиданий на Radioactive у 2004 році]. 

## Альбом 'Awake', 1973
JACKAL написав бездоганно і несамовитий важкий прог. Абсолютно автентичний прог/псих альбом 'Awake' входить до числа вирішальних пластинок постандеграундної канадської рок-сцени.

### Композиції
1 — At The Station 5'37 (Chris Kellesis)

2 — For You 3'00 (Chris Kellesis)

3 — Sunny Side Of The Day 2'39 (Steve Hayward)

4 — A New Day Has Arisen 8'34 (Chris Kellesis, James Kellesis)

5 — How Time Has Flown 5'47 (Chris Kellesis, James Kellesis) 

6 — Lost In The World 2'20 (Steve Hayward)

7 — In The Heavens 4'05 (Chris Kellesis, Lois Mutton)

8 — Awake 7'46 (Chris Kellesis)

Загальний час звучання 39:48

### Музиканти
— Charlie Shannon / спів

— Dave Bernard / гітара 

— Chris Kellesis / клавішні

— Steve Hayward / бас-гітара 

— Cameron Lauder / барабани 